# Henri Pollès
Henri Pollès, né le 13 juillet 1909 à Tréguier (Côtes-du-Nord) et mort le 30 septembre 1994 à Brunoy (Essonne), est un écrivain, romancier, poète et essayiste français.

## Biographie
Fils de paysans, il restera toujours attaché au milieu populaire breton dont il parle la langue. En 1919, sa famille s'installe à Nantes où son père est nommé ingénieur à la navigation. Le jeune Henri y fait ses études secondaires tout en revenant, chaque été, vers sa ville natale, source d'inspiration pour son premier roman et les personnages de son œuvre. En 1926, il obtient son baccalauréat et entreprend des études de philosophie à Paris.
Son premier roman, Sophie de Tréguier, édité en 1932 à la NRF est unanimement salué par la critique et lui vaut le prix du roman populiste l'année suivante. Un passage en sanatorium lui inspire en 1934 Les paralytiques volent, mais ce livre n'eut guère de succès.
Parallèlement à sa vie littéraire, Pollès s'engage un temps dans le débat politique et dans le journalisme puisque de 1933 à 1936, il collabore au journal Giustizia e Libertà, publication italienne contre le fascisme, publie en 1937 un pamphlet contre le fascisme (L'opéra politique) et fait un reportage sur l'Espagne pour le magazine Vendredi. En 1939, il se marie avec Paulette Bellour ; ils ont quatre enfants.
Sous l'Occupation, il collabore au journal collaborationniste La Bretagne de Yann Fouéré. Il s'engage aussi, pour gagner sa vie, dans la vente de livres, ce qui allait devenir pour lui un second métier.
En 1945, il rate de peu le prix Goncourt avec Toute guerre se fait la nuit. Il rate encore le prix Goncourt en 1963 et 1964 avec, respectivement, Amour, ma douce mort et Le Fils de l'auteur. Connaissant des jours de misère, déçu du peu de succès littéraire et d'avoir plusieurs fois raté le Goncourt, Henri Pollès met sa carrière littéraire de côté et devient courtier en livres, pour avoir un revenu stable et assouvir sa grande passion de collectionneur. Ce n'est qu'après presque vingt ans de silence, en 1982, qu'il publie de nouveau un roman Sur le fleuve de sang vient parfois un beau navire, lequel lui vaut le Grand prix de littérature Paul-Morand de l'Académie française.
Il meurt le 30 septembre 1994 dans l'incendie de sa maison et son corps est inhumé dans le cimetière de Tréguier (Côtes-d'Armor).
Bibliophile éclairé, Henri Pollès avait une impressionnante collection d'ouvrages. 30 000 de ses livres firent l'objet d'un don en 1988 à la ville de Rennes, sauvant ainsi une partie de sa collection inestimable des flammes qui plus tard ravagèrent son pavillon de Brunoy. Ce don est perpétuellement exposé au « musée du Livre et des Lettres Henri Pollès » de la bibliothèque de Rennes métropole située aux Champs Libres à Rennes.

## Citation
« Que j'aime, que j'aurai aimé les reliures ! Puisqu'elles recouvrent [...] cette chose sacrée, le livre. Quel plaisir d'admirer une belle reliure : d'abord on la caresse des yeux et puis on ne résiste pas à caresser des doigts la peau et les ors. »

## Œuvre
Source

### Romans
- Sophie de Tréguier, 1932, Prix Eugène-Dabit du roman populiste 1933
- L'Ange de chair, 1934
- Les paralytiques volent, 1934
- Les Gueux de l'élite, 1935
- Toute guerre se fait la nuit, 1939
- Journal d'un homme heureux, 1953
- Journal d'un raté, 1956
- Prenez garde à la conscience ou les médecins ne meurent pas mieux, 1959
- Amour, ma douce mort ou une veuve pas si moderne, 1962
- Le Fils de l'auteur, 1964
- Sur le fleuve de sang vient parfois un beau navire, 1982
- Lettre à ma morte, 1986

### Essais
- L'Opéra politique, 1937
- Psychanalyse du communisme, 1949
- Qu'est-ce que le socialisme ?, 1953
- Les drapeaux habillent mal ou les ismes et les hommes : roman infini, 1962
- Journal de la mort, 2010

### Divers
- « Les Crimes qu'on pourrait faire », Les Œuvres libres, no 191, mai 1937, p. 185-216, nouvelle inédite.
- « Les Gueux de l'esprit », La Lumière », janvier-février 1938, reportage.
- « Parlez-nous d'amour », Paris, Flammarion, 1986, p. 93-100, témoignages d'écrivains recueillis par Jeanne Cressanges.
- « Le Petit garçon qui voulait tuer la mort », Le Trégor », 28 janvier - 21 octobre 1995, récit.

### Catalogues d'exposition
Henri Pollès a rédigé des textes pour les catalogues d'expositions réalisés par la bibliothèque de Rennes métropole (« Les Champs Libres ») :
- Le Romantisme breton, 1986 ;
- Paul Féval, 1987 ;
- Reliures de la donation Henri Pollès, 1988 ;
- La Femme 1900, 1990 ;
- Livres d'enfance, 1992.